# Nikolaj Dolležal
Nikolaj Antonovič Dolležal (rusky Николай Антонович Доллежаль; 15. říjnajul./ 27. října 1899greg. Omelnyk Jekatěrinoslavská gubernie, Ruské impérium – 20. listopadu 2000 Moskva, Rusko) byl sovětský vědec, energetik, profesor. Člen-korespondent AV SSSR od 1953, akademik od 1962.
Nositel tří Stalinových (1949, 1952, 1953), Leninovy (1957) a dvou Státních (1970, 1976) cen SSSR, hrdina socialistické práce (1949, 1984), nositel Řádu rudé hvězdy (1945), Řádu rudého praporu práce (1945), Leninova řádu (1949, 1956, 1959, 1969, 1979, 1984), Řádu říjnové revoluce (1975) a Řádu Za zásluhy o vlast (1999).
Dolležal byl hlavním konstruktérem prvního jaderného reaktoru v sovětském svazu AM-1 v jaderné elektrárně Obninsk, a rovněž jaderného reaktoru RBMK.

## Životopis
Narodil se 27. října 1899 v rodině zemského traťového inženýra Antona Ferdinandoviče Dolležala (původem z Čech) ve vsi Omelnyk. Od 1913 bydlel v Podolsku, tam se učil na reálce (která později byla pojmenována po Dolležalovi).
V 1917 nastoupil na Moskevské vysoké učení technické (MVTU) a v 1923 je absolvoval jako inženýr-mechanik.
V 1929 se účastnil stáží v Evropě (Německo, Československo, Rakousko). Brzy po návratu, v říjnu 1930, byl zatčen OGPU a strávil 1,5 roky ve věznici. Byl vyšetřován ze známosti se „škůdci“, zatčenými v souvislosti s Procesem Prompartie. V lednu 1932 byl propuštěn bez formálního obvinění.
Až do říjnu 1933 pracoval jako zástupce hlavního inženýra ve zvláštní konstrukční kanceláři č. 8 technického oddílu OGPU, což byla jednou z prvních „šarašek“.
Následně pracoval ve společnosti Giproazotmaš (Státní ústav pro projektování podniků dusíkového průmyslu) v Leningradě jako technický ředitel (zástupce ředitele pro vědu). Souběžně působil jako vedoucí katedry chemického strojírenství na Leningradské polytechnice.
V říjnu 1934 byl přeřazen do společnosti Chimmaštrest (Trust pro výrobu a montáž zařízení pro chemický a cukrárenský průmysl) v Charkově na pozici hlavního inženýra a zástupce ředitele.
V dubnu 1935 byl začleněn do Technické rady při Lidovém komisariátu těžkého průmyslu SSSR. V listopadu určen do pozice hlavního inženýra továrny Bolševik (Kyjev).
V červnu 1938 byl převeden do pozice zástupce hlavního inženýra v Glavchimmaši (Hlavní ředitelství pro chemické strojírenství, Moskva).
V prosinci 1938 přešel na práci ve VIGM (Všesvazový ústav pro hydraulické strojírenství, Moskva), v němž pracoval až do července 1941.
Pak až do září 1942 pracoval jako hlavní inženýr Uralmaši (Uralský závod těžkého strojírenství, Sverdlovsk).
V 1943 stanul v čele sverdlovského Vědecko-výzkumného ústavu (NII) chemického strojírenství.

### Atomový projekt
Od roku 1946 Dolležal a jeho NII byli přivoláni k sovětskému atomovému projektu. Projektovali první průmyslové jaderné reaktory na výrobu zbrojního plutonia („agregáty A“, „AI“). To byly zařízení se svislým rozmístěním grafitových moderujících sloupů a kanálů vodního chlazení. Po úspěšné zkoušce atomové bomby v létě 1949 se pustil do rozvoje energetických reaktorů pro instalaci na lodích. V 1954 byl pod Dolležalovým vedením vyvinut první projekt tlakovodního reaktorového zařízení pro ponorky. Tentýž rok byl zahájen provoz první jaderné elektrárny v Obninsku, jejímž srdcem byl „agregát AM“, první kanálový jaderný reaktor (vodou chlazený grafitem moderovaný) v SSSR.
V 1952 Dolležal stanul v čele „Zvláštního ústavu“, neboli NII-8, jenž byl založen pro konstruování reaktorů všech druhů, a řídil je 34 let. Dolležalův ústav projektoval reaktory všech základních druhů: energetické, průmyslové, výzkumné. V 1958 byl zahájen provoz reaktoru EI-2 (Sibiřská JE), který vyráběl energii v průmyslovém měřítku i zbrojní plutonium. V 1964 a 1967 byl zahájen provoz reaktorů řady AMB na Bělojarské JE, která se stala první „velkou“ JE v sovětské energetice. Následně Dolležalův a Kurčatovův ústavy společně vyvinuly dvouúčelové (později i čistě energetické) reaktory RBMK.Celkem bylo uvedeno do provozu 17 reaktorů tohoto typu, každý o výkonu 1000 MW. Reaktory RBMK 1000 byly instalovány zejména v Černobylské, Leningradské, Kurské a Smolenské JE.
V 1961 Dolležal stvořil „jadernou“ katedru „Energetické stroje a zařízení“ ve svém alma mater MVTU a pak ji řídil 25 let.
N. A. Dolležal zemřel 20. listopadu 2000. Byl pohřben na hřbitově ve vesnici Kozino Odincovského rajónu Moskevské oblasti.
Lyceum č. 1 v Podolsku (bývalá reálná škola), kde Dolležal studoval do roku 1917, nese jméno N. A. Dolležala.
V září 2018 vzniklo před budovou Institutu N. A. Dolležala NIKIET v Krasnoselském okrese Moskvy náměstí pojmenované po Dolležalovi a 30. října 2019 byla na náměstí odhalena vědcova busta.

## Černobylská JE
Jaderný fyzik Boris Dubovskij měl Dolležala za skutečného viníka havárie na Černobylské JE (konstrukce reaktoru RBMK, navrženého Dolležalem, nedisponovala zařízením pro vypouštění páry v případě poškození kanálů), a tento svůj názor aktivně prosazoval v tisku. Ve zprávě MAAE o havárii nicméně Dolležalovo jméno nebylo zmíněno.
Na druhou stranu generální tajemník ÚV KSSS Michail Gorbačov v zasedání Politbyra 3. července 1986 řekl: „Kdo schválil rozmístění JE ve hustě osídlených oblastech? Pamatujete si diskusi na toto téma v Kommunistu (vydání č. 14 z 1979)? Jenže tehdy umlčeli akademika Dolležala“.
Dolležal po černobylské havárii – ve svých 86 letech – odešel do důchodu. Později řekl, že se považuje za viníka nehody, ale zdůraznil, že „personál elektrárny byl hrozný, bezvýsledně jsme psali na všechny úřady a mluvili o nedbalém způsobu provozu“.